# Xenesthis colombiana
Espèce
Xenesthis colombiana est une espèce d'araignées mygalomorphes de la famille des Theraphosidae.

## Distribution
Cette espèce est endémique de Colombie.

## Description
La carapace du mâle holotype mesure 32,2 mm de long sur 29,6 mm et l'abdomen 34 mm de long sur 22,5 mm.

## Systématique et taxinomie
Cette espèce a été décrite par Simon en 1891. Elle a été placée en synonymie avec Xenesthis immanis par Pocock en 1901. Elle a été relevée de synonymie par Gabriel et Sherwood en 2022.

## Étymologie
Son nom d'espèce lui a été donné en référence au lieu de sa découverte, la Colombie.

## Publication originale
- Simon, 1891 : « Liste des Aviculariides qui habitent le Mexique et l'Amérique centrale. » Actes de la Société Linnéenne de Bordeaux, vol. 44, p. 327-339 (texte intégral).